# 盧卡舍韋 (蘇梅州)
50°37′37″N 33°32′29″E / 50.62694°N 33.54139°E
盧卡舍韋（烏克蘭語：Лукашеве），2024年9月前称为盧卡紹韋（烏克蘭語：Лукашове），是位於烏克蘭東北部的村莊，由蘇梅州羅姆內區的羅姆內市鎮負責管轄。該村處於博布里克河畔，距離亞基莫維奇和新卡利尼夫卡1公里，海拔高度156米，2001年人口17。
2024年9月19日，乌克兰最高拉达将该村的名字改为“卢卡舍韦”。